# Saint-Thiébault
Saint-Thiébault ist eine französische Gemeinde im Département Haute-Marne in der Region Grand Est. Sie gehört zum Arrondissement Chaumont und zum Kanton Poissons.

## Geografie
Die Gemeinde Saint-Thiébault liegt an der oberen Maas in der Landschaft Bassigny, 30 Kilometer westlich von Vittel. Umgeben wird Saint-Thiébault von den Nachbargemeinden Illoud im Nordwesten und Bourmont-entre-Meuse-et-Mouzon im Osten.

## Bevölkerungsentwicklung
| Jahr      | 1962 | 1968 | 1975 | 1982 | 1990 | 1999 | 2008 | 2019 |
| --------- | ---- | ---- | ---- | ---- | ---- | ---- | ---- | ---- |
| Einwohner | 212  | 316  | 400  | 331  | 295  | 279  | 293  | 236  |

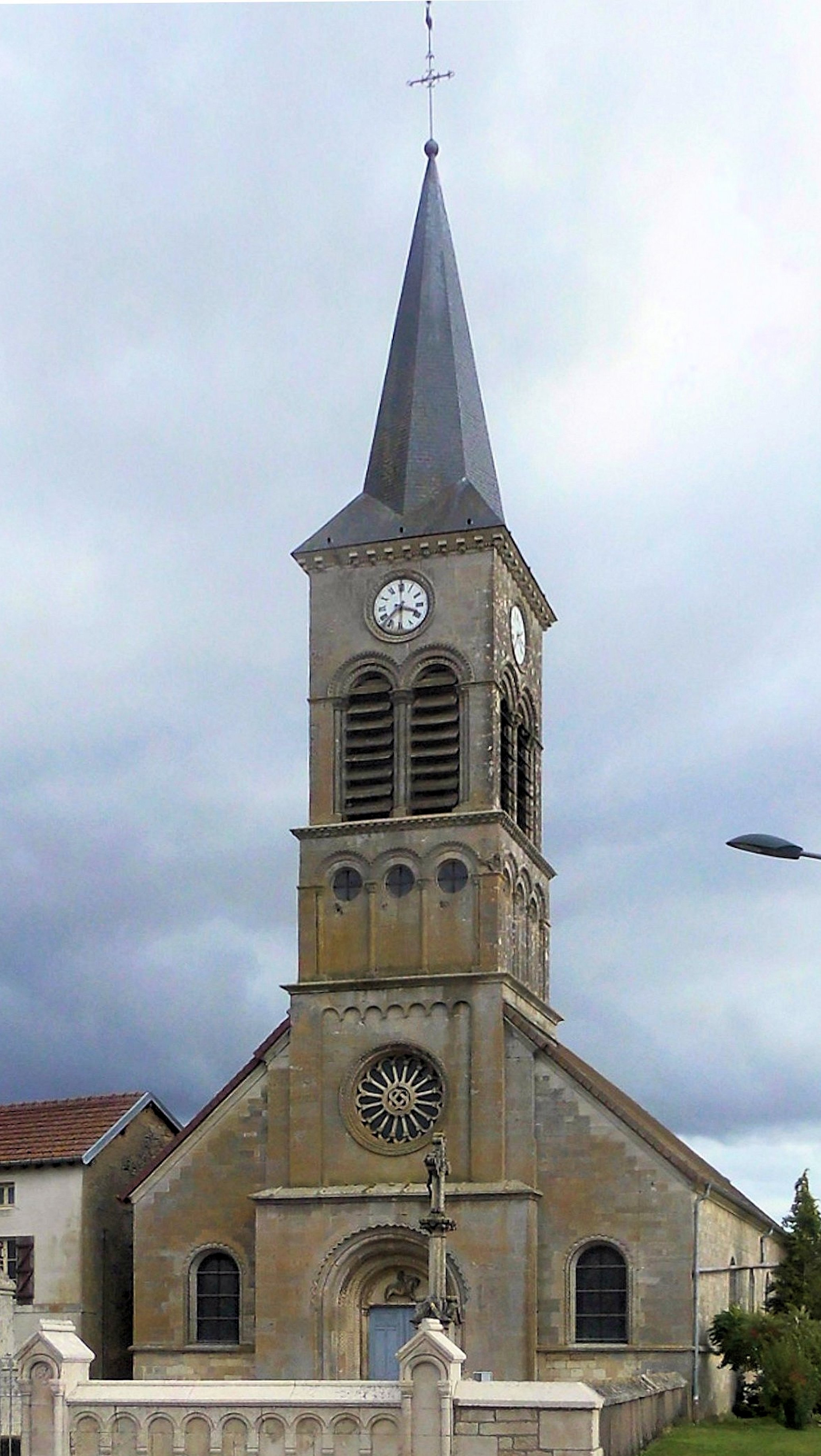
Kirche St. Theobald
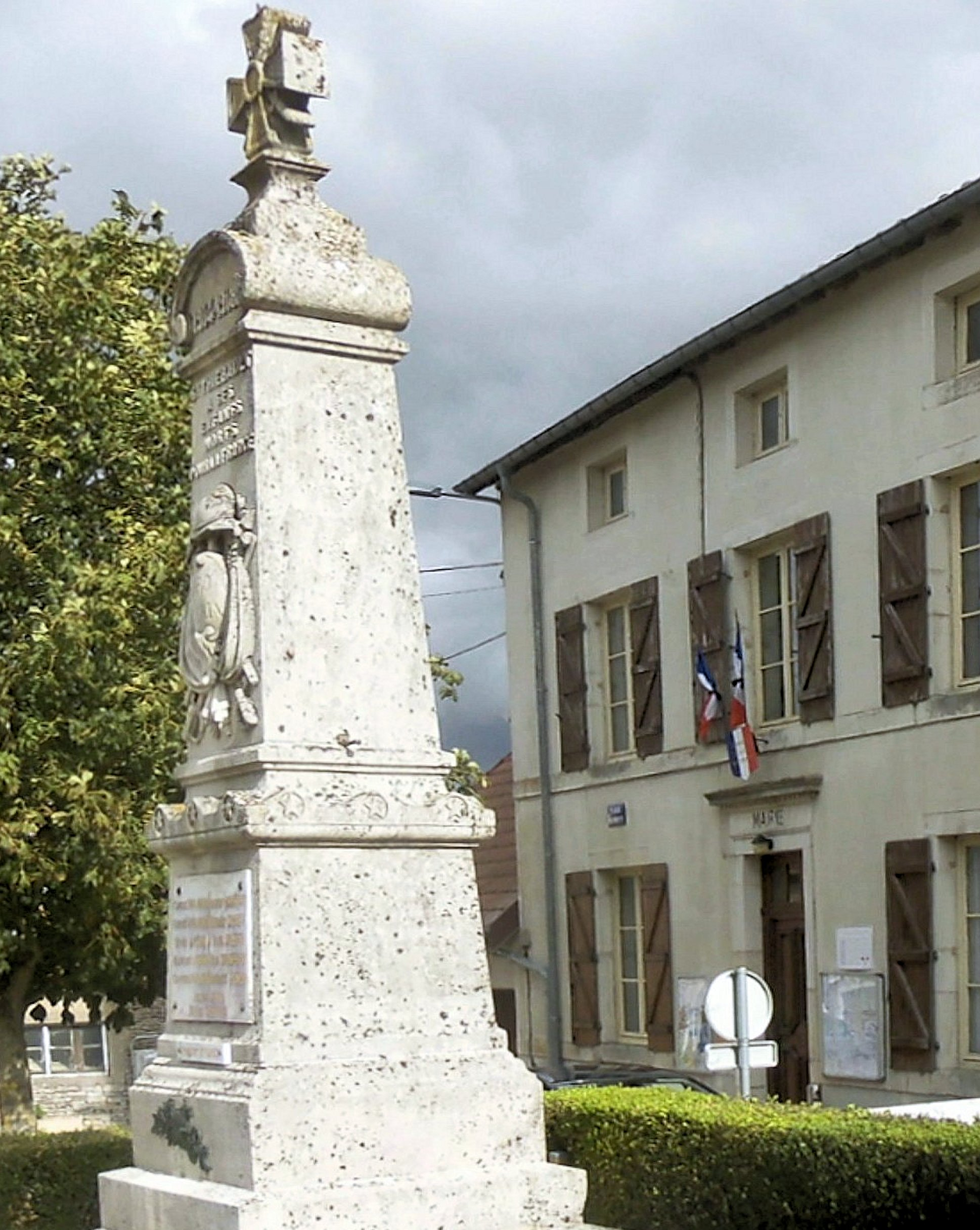
Rathaus (Mairie) und Gefallenendenkmal